# Meteorus graciliventris
Meteorus graciliventris är en stekelart som beskrevs av Muesebeck 1956. Meteorus graciliventris ingår i släktet Meteorus och familjen bracksteklar. Inga underarter finns listade i Catalogue of Life.